# 西鉄バスジャック事件
西鉄バスジャック事件（にしてつバスジャックじけん）は、2000年（平成12年）5月3日に発生した、少年A（当時17歳）によるバスジャック事件。
本件は西鉄高速バス乗っ取り事件や佐賀バスジャック事件などと呼ばれたが、インターネット掲示板「2ちゃんねる (2ch.net)」に犯行予告の書き込みが残されていたことから、その書き込み時のハンドルネームからネオ麦茶事件（ネオむぎちゃじけん）とも呼ばれた。

## 事件の概要

### 福岡県で事件発生
2000年5月3日12時56分ごろ、佐賀第二合同庁舎（佐賀県佐賀市）発西鉄天神バスセンター（福岡県福岡市中央区）行きの西日本鉄道の高速バス「わかくす号」は、定刻通りに佐賀第二合同庁舎を出発した。西鉄天神バスセンターには14時6分に到着する予定であった。
発車後の13時35分ごろ、九州自動車道の太宰府IC付近、少年Aがバス運転手に牛刀を突きつけ「天神には行くな、このバスを乗っ取ります」「おまえたちの行き先は天神じゃない。地獄だ」と言いながらバスを乗っ取った。
Aは西鉄天神バスセンターに行かずに九州自動車道をしばらく走行するように運転手を脅し、乗客に対して様々な指示を繰り返した後、最後にカーテンを閉めるように指示。その後、山口県の山陽自動車道に達するまでに乗客3人を切りつけた。
金融機関や航空機、タクシーなどと異なり、当時のバスには内部の異常事態を密かに外部に知らせる仕組みやマニュアルがなかった。乗務していた運転手によると、ハザードランプの点灯やパッシングをするなどの行動によって、外部に異常事態を伝えようとしていた。警察に通報があったのは、福岡県北九州市門司区の九州自動車道新門司ICとされている。対向車の運転手が気づいていたか否かは公になっていない。
この頃、西鉄佐賀自動車営業所では西鉄天神バスセンターに到着しない当該バスに対し、所内から何度も無線で当該バスに応答を求めていたが、応答がなかった。無線は門司区辺りまでが交信可能エリアだったため、山口県に入ってしまうと無線が途切れる可能性が高かった。西鉄は15時30分ごろ、本社内に対策本部を設置して約20人が情報収集に当たったが、この時点ではまだ何も分からず、さらに乗っ取られた高速バス「わかくす号」は予約制ではないため、乗客の身元の確認に時間がかかった。また、当日は博多どんたくの期間中で、バスセンターや高速バスの利用者も多かった。

### 山口県内
バスは、九州自動車道から関門橋を通り中国自動車道に入った。この時点では山口県警察に事件は周知されており、高速道路交通警察隊がバスを追尾していた。警察が追尾を開始していた頃、山口県の小郡IC付近で走行中のバスから高速道路に飛び降りて負傷している乗客を警察が発見し、乗客1名を救出。この乗客の証言によって、警察はバス内での負傷者の発生を把握することとなる。
バスは山口JCTから山陽自動車道に入り、下松市の下松SA付近では警察車両に行く手を阻まれ、減速したバスから身を乗り出した乗客1人が警察に救出された。この頃にはマスコミ各社も事件の報道を開始しており、この男性乗客が救出される瞬間はテレビでも中継された。警察は山口県での解決を断念して封鎖を解除し、バスを広島方向へ走らせた。その直後、Aは逃げた乗客の「見せしめ」として、さらなる凶行に及んだ。

### 広島県内
バスは広島県に入り、広島市安佐南区の武田山トンネル付近で男性客全員を解放した後、東広島市の奥屋PAに入り数時間停車した。ここで警察の説得によってAは差し入れを提供するという条件で負傷した人質3人を解放したが、2人が負傷し、1人は既に失血死していた。日本のバスジャック事件において人質が死亡した初めての事件となった。
膠着状態が続いた後、Aはバスをそこから次のサービスエリア・パーキングエリアである小谷SAまで向かわせたが、ここでも長い膠着状態となった。ここで広島県警察は、食料や簡易トイレ、毛布などを乗客に差し入れた。Aの両親は説得のため現場へ向かったが、Aはこれに応じることを拒否した。バスが停車中の小谷SA近くの広島県警警察学校では福岡県警察と大阪府警察の特殊部隊（SAT）によって、突入任務を帯びた機動隊員と機動捜査隊員に速成の訓練ならびに図上演習が施されていた。
事件発生から15時間半後の4日午前5時すぎ、小谷SAで停車中に警察官による説得中に「手袋を路面に落とす」という突入の合図を受けた15名の隊員の突入により、Aは銃砲刀剣類所持等取締法と人質による強要行為等の処罰に関する法律違反で逮捕された。突入の際に機動隊員1名が、Aに左足を切り付けられて負傷した。この様子はテレビで生中継された。なお、この突入時に国内の人質事件としては初めて使用されたフラッシュバン（閃光手榴弾）は、以後の立てこもり事件などの際にも使用されることになった。

### その後
この事件は、Aが「ネオむぎ茶」の固定ハンドルネームを用いて、犯行前にインターネット掲示板「2ちゃんねる」に書き込みを行っていたことや、SATが出動したことで話題となった。
その後、Aに対しては佐賀家庭裁判所で医療少年院への送致が決定した。2006年2月1日、Aが同年1月中に仮退院していたと報道された。Aは社会復帰への訓練を始めたとされる。

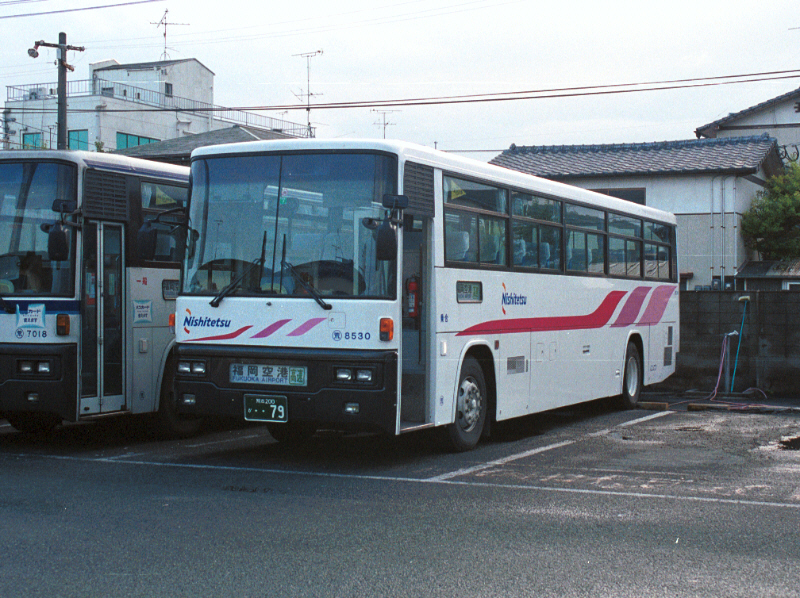
8530号車
（荒尾営業所、2002年撮影）

当該車両は、西鉄バス佐賀営業所所属車両、登録番号：佐賀22き258、車番8544号車、型式はU-RU2FTAB（シャーシは日野自動車製、西日本車体工業製車体架装）、1991年式。当該車両は警察により証拠として差押えられ、一連の捜査終了後に車検場へ回送して修復され、トラウマ対策として、荒尾営業所へ転属した上で8530号車に改番されたが、2005年に廃車となった。

## 動機
Aは中学校でいじめに遭い、家庭内暴力を起こして家族を悩ませた。親は学校にいじめの相談をするが、学校や教育委員会はいじめの事実を認めなかった。高校受験が目前に迫った1998年1月、Aはクラスメイトたちの挑発を受けて階段の踊り場から飛び降りるも、着地に失敗して腰椎損傷の重傷を負って入院。病室で佐賀県立致遠館高等学校を受験して合格したが、入学後は校風が合わないという理由で9日だけ登校し、5月に中退してしまった。
無職となったAは大検を目指していたが、親にパソコンをねだって「2ちゃんねる」に寝食を忘れるほど熱中し、家庭内暴力がますます悪化していく。飼い犬を叩き、父親に名古屋や大阪などへの日帰りドライブを頻繁に強要した。周辺住民も、Aの妹の悲鳴を聞いている。危険を感じた親が警察や精神科病院に相談するも、事件を起こさない限り対処できないと双方から断られてしまう。そこで親は最後の頼みの綱として、頻繁にテレビに出演し著書を出している精神科医の町沢静夫に連絡を取って相談。町沢は親にもAにも一切面会しなかったが、親からの要請を受けて2000年3月5日、佐賀県警察と国立肥前療養所に電話した。肥前療養所はすぐにAに対して医療保護入院の措置を取った。
入院が決定した際、Aは親に対して絶対に許さないと怒りを露にしたが、実際に入院すると医療スタッフや他の入院患者たちにも礼儀正しく、家庭内暴力で家族を悩ませていたとは思えないほどしっかりしていた。やがて、Aや親と医者との話し合いの上でAの外出許可が出された。病院に帰ってから、愛知県で高校生が老夫婦を殺傷した豊川市主婦殺人事件を知り、Aは手記でこの高校生を褒め称え、自分も早く彼のようになりたいと書いた。この手記の内容をまったく知らなかった精神科医は、Aの外泊許可を出した。帰宅したAは当初、自分がいじめを受けていた母校の中学校で無差別殺人を行う計画だったが（各教室で生徒を刺して籠城し、注目を浴びたら飛び降りて死ぬつもりだった）、ゴールデンウィークで休校だったため、バスジャックに目的を切り替え実行に至ることとなった。

### 町沢静夫への批判
事件後、町沢はマスコミや著書を通じてAや親を擁護する一方、肥前療養所を批判した。これを受けて、肥前療養所の記者会見では、院長がAに一度も面会せずにテレビや雑誌で肥前療養所に対する批判を述べていた町沢に対し、こうした態度は臨床医としてあるまじき行動であり、町沢医師に対し怒り心頭に達している旨を述べた。町沢の態度は後日、精神科関連の学会や家庭内暴力関連の団体から厳しく批判された。
2000年、町沢は『論座』7月号から10月号にかけて、事件の対応について矢幡洋と論戦を繰り広げた。

## 2ちゃんねる
犯人の少年は2ちゃんねるが創設されてから間もない頃、「キャットキラー」という固定ハンドルネーム（コテハン）を用いて2ちゃんねるに書き込みを行っていた。しかし、発足間もない当時の2ちゃんねるではコテハンの存在が嫌われており、コテハンがしつこく居座るスレッドにはいわゆる荒らし（大量の無意味な書き込みやブラウザクラッシャーの貼り付けなど）が行われ、コテハンの発言を意図的に遮っていた。
これを不愉快に受け取ったAは「キャットキラー」を名乗り、当時はモナーやギコ猫といったアスキーアートも浸透していなかったが、ギコ猫を貼り付ける匿名ユーザーに対し挑戦的な言動を仕掛けた。2ちゃんねるというコミュニティで煙たがられることに逆上し、わざと居座ることで匿名ユーザーの感情を逆撫でし、無意味な書き込みでスレッドが回転することを煽った。そのうち「1000レス目を取ったほうが勝ち」という勝負を提案したAは、1000レス目に至るまで短い書き込みで自分の名前「キャットキラー」入りの投稿を繰り返したが、999レス目の後で「1000, 1000, 1000, 1000, （中略）僕の勝ち!」という比較的長めの投稿を書き込んでいるうちに他人が1000レス目を書き込んだ。当時は1000までのレス数制限は設けられていなかったため、Aの書き込みは1001レス目となった。これに逆上したAは罵詈雑言を書き込んだ後で「キャットキラー」の名前を返上することを宣言した。名無しに戻ることを予想していた匿名コミュニティの意思に反して「キャットキラーからネオむぎ茶に改名する」とコテハンを名乗り続けることを宣言し、余計に反感を買う。さらに「ネオむぎ茶」というスレッドを立てて書き込みを募ったが、匿名ユーザーたちからの反応は「氏ね（ネット用語で「死ね」）、と言われたいんですか？」などとそっけないものであった。
このスレッドにAは、友人からの書き込みという名目で「彼は精神病院に入院しました」と書き込むが、Aは普段から友人がいないとこぼしていたため、これが本人の書き込みであると噂される。実際、Aはバスジャック犯行前に精神科病院に入院していた時期があり、犯行時は仮退院中という扱いであった。仮退院の翌日、Aは近くのホームセンターで包丁を購入したときにふたたび「ネオむぎ茶」のハンドルネームを使い、2ちゃんねるに「佐賀県佐賀市１７歳・・・。」という題名のスレッドを立てて「ヒヒヒヒヒ」とだけ書き込みを残す。これが事実上の犯罪予告とみなされ「2ちゃんねる」に対するマスメディアの批判的な報道がなされた。
後に、当時「2ちゃんねる」の運営を行っていたひろゆきは雑誌の取材に対して「警察からIPアドレスの確認とか一切なかったんですよ。たぶん彼が『自分で書いた』と自白もしてないから、確証がない」と語っており、Aが実際に投稿を行ったかについて警察は確認をしていないと述べている。
また「2ちゃんねる」で、Aに対して犯罪を煽るような書き込みを何度も繰り返していた東京都内の男性が、事件後に佐賀県警から事情聴取を受けている。

### 名前の由来
「ネオむぎ茶」の名前は、2ちゃんねる創設時の常連利用者でハンドルネーム「むぎ茶」を称していた人物を模倣して、ギリシア語で「新」を意味する接頭辞「ネオ」をつけたものである。
草創期の2ちゃんねるは、様々なシステム上の不備を抱えていた。「むぎ茶」は「スーパーハカー」（ = スーパーハッカーの意味。当時の2ちゃんねる内で流行した隠語で、自称「パソコンに詳しい」人を揶揄したもの）の一人で、2ちゃんねるの弱点を見つけては荒らし行為を繰り返したことから、有名なコテハンとなった。

## 事件の影響と対策など

### 社会的影響
この事件は、本件の犯人が1997年（平成9年）に発生した神戸連続児童殺傷事件の犯人と同学年でもあることもあり、1990年代以降の日本の少年犯罪凶悪化を象徴する事件であるとも言われた。本事件の犯人は神戸連続児童殺傷事件の犯人を崇拝し、3月に「酒鬼薔薇聖斗」と署名した犯行予告を各所に送っていた。
また、本事件の直前には愛知県豊川市で17歳の少年が面識のない主婦を殺害する豊川市主婦殺人事件が発生し、本事件の犯人は事件直前の手記で、豊川市の事件の犯人少年を賛美する記述をしている。
これらのことから、各事件の「犯人が17歳」という共通点により「キレる17歳」という言葉が流行語となり、「理由なき犯罪世代」とも呼ばれた。
またこの事件は、本件の約3か月前に発覚した新潟少女監禁事件とともに、引きこもり問題の社会的認知度を大きく上昇させた。当時は引きこもりを行うような人物は犯罪者予備軍であるように扱われ、事件以前からこの問題に取り組んでいた精神科医の斎藤環は、後年「実情を知らずに印象だけで語る人たちとの戦いが、まず私の仕事でした」と語っている。

### 模倣犯
この事件、あるいはハンドルネームを模倣した事件がいくつか起きている。
- 2001年1月14日 - 京都市営バス（一般路線バス）で、カッターナイフで乗客・運転手を脅して乗っ取るバスジャック事件が発生、バスが経路を外れた大山崎町を走行していることを不審に思った対向車の運転手（自家用車を運転していた阪急バス社員）が通報・追跡し、大阪府茨木市内で逮捕・解決した。
- 2001年 - 「ネオむぎ酒」と名乗る人物が「2ちゃんねる」にYOSAKOIソーラン祭りを妨害する犯罪予告を書き込み、恐喝容疑で書き込みを行った少年が補導された。
- 2002年11月 -「ネオ烏龍茶」と名乗る人物が「2ちゃんねる」で小田急電鉄に対する爆破予告を書き込み、威力業務妨害容疑で書き込みを行った男が逮捕され、翌2003年6月に東京地裁で執行猶予付きの有罪判決を受けた。
- 2008年7月16日 - 愛知県豊田市の東名高速道路上り線走行中の東名ハイウェイバス（JR東海バス運行）車内で、果物ナイフで運転手を脅しバスを乗っ取る事件（愛知バスジャック事件）が発生、銃刀法違反容疑などで逮捕された容疑者は山口県在住で家出していた中学2年生の少年だった。取り調べに対し少年は母から西鉄バスジャック事件について聞いていたと供述した。

### バス事業者での対策
日本バス協会では、この事件を機にバスジャックに対する統一対応マニュアルを作成し、各種の緊急連絡体制の整備を決め、バス車両にも各種のバスジャック対策装備品の装着が進められた。車内の異常事態を車外から察知できるようにするため、ハザードランプの高速点滅や車両後部に設けた非常灯の点灯、行先表示に「SOS」「緊急事態発生」などと表示できるようにした。また、バスジャック保険も整備された。
西鉄では独自の対策として、ヘリコプターでの追跡時に上空から車両を特定できるよう、屋根上に車両番号を表示するようにした。その後、東急バス、京王バス、名鉄バス、大阪市営バスなど追随したバス事業者がある。そのほか、一般路線バスでも車外への脱出が容易にできるよう、それまでの逆T字窓からT字窓へ仕様を変更した。
西鉄は、グループ会社の全高速バス395台（当時）に緊急通報装置を搭載し、独自の対応マニュアルを作成して毎年訓練を行ってきた。2014年7月に再度バスジャック事件が発生したが、運転手の通報装置作動により会社側は緊急態勢を取り、バス後部に表示された「SOS 110番へ」の文字を見た複数のドライバーから県警や西鉄に通報があり、事件解決の助けとなった。

### 警察
広島県警察ではこの事件を教訓に、刑事部捜査第一課に突入チーム「HRT」(Hostage Rescue Team) を創設し、バスジャックや人質立てこもり事件への対処体制を整備した。

### 報道
- 2021年12月19日放送の『報道の日2021』第2部「今夜解禁！極秘メモが語るスクープの真相」で、本事件が取り上げられた[11][12]。
- 2023年5月16日放送の『ザ!世界仰天ニュース』で、本事件の再現ドラマが放送された。